# Bloody Valentine (canção)
"Bloody Valentine" (estilizado em letras minúsculas) é uma canção do músico americano Machine Gun Kelly, lançada em 1º de maio de 2020 pela Interscope Records. A canção é o primeiro single de seu quinto álbum de estúdio Tickets to My Downfall.

## Antecedentes
A música foi escrita por Machine Gun Kelly com Nicholas Alex Long, Mod Sun e Travis Barker, com este último também atuando como baterista e produtor na faixa. O videoclipe é estrelado por Megan Fox como a amante de Machine Gun Kelly "que se diverte" em torturá-lo. O vídeo foi filmado em uma casa alugada localizada na área de Los Angeles. Ele ganhou o prêmio de "Best Alternative" no MTV Video Music Awards de 2020. Os dois também estrelarão juntos o próximo filme Midnight in the Switchgrass.
Uma versão acústica da música foi lançada em 16 de junho de 2020, ao lado de um vídeo dirigido por Sam Cahill.
A música faz parte da trilha sonora do jogo Tony Hawk's Pro Skater 1 + 2.

## Composição
"Bloody Valentine" é uma canção pop punk, com influências de Synth-pop.

## Créditos
Créditos adaptados do serviço digital Tidal.
- Machine Gun Kelly – violão
- Scott Skyrzinski – assistente de mixagem
- Nicholas Alex Long – guitarra, baixo
- Travis Barker – produtor
- Colin Leonard – engenheiro de som
- Neal Avron – mixagem

## Paradas musicais
| Parada (2020)                                           | Maior posição |
| ------------------------------------------------------- | ------------- |
| Bélgica (Ultratip Bubbling Under de Flandres)           | 26            |
| Canadá (Canadian Hot 100)                               | 81            |
| República Checa (Rádio Top 100)                         | 40            |
| Escócia (Scottish Singles Chart)                        | 46            |
| Reino Unido (UK Singles Chart)                          | 79            |
| Estados Unidos (Bubbling Under Hot 100 Singles)         | 7             |
| Estados Unidos (Billboard Alternative Airplay)          | 2             |
| Estados Unidos (Billboard Hot Rock & Alternative Songs) | 3             |

## Certificações
| Região                                                                                             | Certificação | Vendas  |
| -------------------------------------------------------------------------------------------------- | ------------ | ------- |
| Canadá (Music Canada)                                                                              | Ouro         | 40,000^ |
| *números de vendas baseados somente na certificação ^distribuições baseadas apenas na certificação |              |         |

## Histórico de lançamento
| País   | Data               | Formato                    | Gravadora          | Ref.   |
| ------ | ------------------ | -------------------------- | ------------------ | ------ |
| Vários | 1 de Maio de 2020  | Download digital Streaming | Bad Boy Interscope | [ 7 ]  |
| Itália | 15 de Maio de 2020 | Contemporary hit radio     | Universal          | [ 17 ] |